# Lista över insjöar i Sverige med namn som slutar med -göl (utom Småland)
göl  ingår i namnet på följande insjöar i Sverige som har Wikipedia-artikel:

## Skåne
- Nilsa göl, sjö i Osby kommun och Skåne 56°25′21″N 13°46′53″Ö / 56.42238°N 13.78145°Ö

## Blekinge
- Dockegöl, sjö i Ronneby kommun och Blekinge 56°26′33″N 15°02′22″Ö / 56.44237°N 15.03949°Ö
- Drögegöl, sjö i Karlskrona kommun och Blekinge 56°15′53″N 15°42′47″Ö / 56.26473°N 15.71310°Ö
- Gärdesgöl, sjö i Ronneby kommun och Blekinge 56°17′03″N 15°04′14″Ö / 56.28413°N 15.07059°Ö
- Klaragöl, sjö i Karlskrona kommun och Blekinge 56°14′29″N 15°40′37″Ö / 56.24152°N 15.67703°Ö
- Långe Göl, sjö i Ronneby kommun och Blekinge 56°20′14″N 15°16′36″Ö / 56.33718°N 15.27653°Ö
- Norra Rudegöl, sjö i Karlskrona kommun och Blekinge 56°17′11″N 15°39′21″Ö / 56.28640°N 15.65589°Ö
- Norregöl (Hjortsberga socken, Blekinge), sjö i Ronneby kommun och Blekinge 56°16′45″N 15°22′31″Ö / 56.27910°N 15.37533°Ö
- Norregöl (Tvings socken, Blekinge), sjö i Karlskrona kommun och Blekinge 56°23′24″N 15°26′40″Ö / 56.39006°N 15.44451°Ö
- Rudegöl, sjö i Ronneby kommun och Blekinge 56°22′10″N 15°12′28″Ö / 56.36938°N 15.20764°Ö
- Siggagöl, sjö i Ronneby kommun och Blekinge 56°27′07″N 15°03′54″Ö / 56.45186°N 15.06508°Ö
- Södra Rudegöl, sjö i Karlskrona kommun och Blekinge 56°17′09″N 15°39′16″Ö / 56.28595°N 15.65443°Ö
- Södregöl (Hjortsberga socken, Blekinge), sjö i Ronneby kommun och Blekinge 56°16′24″N 15°22′30″Ö / 56.27335°N 15.37507°Ö
- Södregöl (Tvings socken, Blekinge), sjö i Karlskrona kommun och Blekinge 56°22′59″N 15°26′42″Ö / 56.38305°N 15.44490°Ö
- Ällsjögöl, sjö i Karlskrona kommun och Blekinge 56°15′35″N 15°39′51″Ö / 56.25983°N 15.66406°Ö

## Västergötland
- Basta göl, sjö i Svenljunga kommun och Västergötland 57°15′42″N 13°15′22″Ö / 57.26156°N 13.25621°Ö
- Bokelundagöl, sjö i Svenljunga kommun och Västergötland 57°10′12″N 13°05′57″Ö / 57.16987°N 13.09914°Ö
- Brunsbogöl, sjö i Ulricehamns kommun och Västergötland 57°50′22″N 13°43′17″Ö / 57.83947°N 13.72125°Ö
- Dammsgöl, sjö i Tranemo kommun och Västergötland 57°20′00″N 13°20′13″Ö / 57.33341°N 13.33694°Ö
- Göla göl, sjö i Ulricehamns kommun och Västergötland 57°53′29″N 13°43′03″Ö / 57.89151°N 13.71756°Ö
- Hestra göl, sjö i Ulricehamns kommun och Västergötland 57°46′00″N 13°41′52″Ö / 57.76679°N 13.69771°Ö
- Hulta göl, sjö i Falkenbergs kommun och Västergötland 57°13′25″N 12°54′12″Ö / 57.22371°N 12.90324°Ö
- Krubba göl, sjö i Tranemo kommun och Västergötland 57°24′07″N 13°27′56″Ö / 57.40181°N 13.46563°Ö
- Ljungåsa göl, sjö i Svenljunga kommun och Västergötland 57°20′58″N 12°52′47″Ö / 57.34939°N 12.87986°Ö
- Perstorpa göl, sjö i Tranemo kommun och Västergötland 57°20′15″N 13°19′13″Ö / 57.33749°N 13.32022°Ö
- Porsagöl, sjö i Svenljunga kommun och Västergötland 57°16′18″N 12°50′12″Ö / 57.27156°N 12.83662°Ö
- Rackerydsgöl, sjö i Svenljunga kommun och Västergötland 57°24′46″N 13°12′08″Ö / 57.41289°N 13.20209°Ö
- Sjögårdsgöl, sjö i Tranemo kommun och Västergötland 57°33′28″N 13°34′09″Ö / 57.55791°N 13.56926°Ö
- Skillerås göl, sjö i Tranemo kommun och Västergötland 57°26′25″N 13°24′42″Ö / 57.44041°N 13.41170°Ö
- Stallbogöl, sjö i Svenljunga kommun och Västergötland 57°09′50″N 13°05′44″Ö / 57.16395°N 13.09561°Ö

## Östergötland
- Avundsgöl, sjö i Kinda kommun och Östergötland 57°53′35″N 15°55′01″Ö / 57.89310°N 15.91699°Ö
- Borggölen (Hycklinge socken, Östergötland), sjö i Kinda kommun och Östergötland 57°51′00″N 15°59′45″Ö / 57.85009°N 15.99584°Ö
- Boxhultagöl, sjö i Kinda kommun och Östergötland 58°03′32″N 15°33′33″Ö / 58.05901°N 15.55907°Ö
- Bredgöl (Kättilstads socken, Östergötland, 644132-151195), sjö i Kinda kommun och Östergötland 58°05′44″N 16°00′28″Ö / 58.09563°N 16.00782°Ö
- Bredgöl (Kättilstads socken, Östergötland, 644485-150468), sjö i Kinda kommun och Östergötland 58°07′38″N 15°53′09″Ö / 58.12719°N 15.88581°Ö
- Bredgöl (Kättilstads socken, Östergötland, 644624-150798), sjö i Kinda kommun och Östergötland 58°08′24″N 15°56′26″Ö / 58.13989°N 15.94067°Ö
- Bredsjögöl, sjö i Motala kommun och Östergötland 58°47′51″N 15°20′19″Ö / 58.79754°N 15.33866°Ö
- Brunngöl, sjö i Åtvidabergs kommun och Östergötland 58°13′58″N 16°16′58″Ö / 58.23290°N 16.28282°Ö
- Bränntorpa göl, sjö i Finspångs kommun och Östergötland 58°51′37″N 16°01′23″Ö / 58.86033°N 16.02316°Ö
- Bugsjögöl, sjö i Norrköpings kommun och Östergötland 58°44′05″N 16°07′06″Ö / 58.73481°N 16.11821°Ö
- Bärsjögöl, sjö i Norrköpings kommun och Östergötland 58°42′17″N 16°12′51″Ö / 58.70474°N 16.21420°Ö
- Fagerhultegöl, sjö i Kinda kommun och Östergötland 57°54′57″N 16°00′14″Ö / 57.91571°N 16.00378°Ö
- Fallgöl, sjö i Kinda kommun och Östergötland 57°49′28″N 15°57′13″Ö / 57.82447°N 15.95363°Ö
- Farsgöl, sjö i Kinda kommun och Östergötland 58°02′00″N 15°58′21″Ö / 58.03337°N 15.97243°Ö
- Fjärsbogöl, sjö i Kinda kommun och Östergötland 58°07′48″N 15°56′09″Ö / 58.12993°N 15.93588°Ö
- Frimodigagöl, sjö i Ydre kommun och Östergötland 57°51′13″N 15°09′38″Ö / 57.85370°N 15.16047°Ö
- Funnsnäsgöl, sjö i Åtvidabergs kommun och Östergötland 58°10′23″N 15°54′28″Ö / 58.17314°N 15.90783°Ö
- Fälsbo göl, sjö i Kinda kommun och Östergötland 57°58′58″N 16°00′59″Ö / 57.98267°N 16.01648°Ö
- Försjögöl, sjö i Kinda kommun och Östergötland 58°02′41″N 15°49′44″Ö / 58.04470°N 15.82890°Ö
- Gistesume göl, sjö i Valdemarsviks kommun och Östergötland 58°18′12″N 16°21′44″Ö / 58.30341°N 16.36222°Ö
- Gubbgöl (Yxnerums socken, Östergötland), sjö i Åtvidabergs kommun och Östergötland 58°18′12″N 16°12′57″Ö / 58.30325°N 16.21571°Ö
- Gubbgöl (Östra Ryds socken, Östergötland), sjö i Söderköpings kommun och Östergötland 58°20′11″N 16°14′30″Ö / 58.33647°N 16.24170°Ö
- Gunnarsgöl, sjö i Valdemarsviks kommun och Östergötland 58°15′40″N 16°34′47″Ö / 58.26107°N 16.57962°Ö
- Gäddgöl (Horns socken, Östergötland), sjö i Kinda kommun och Östergötland 57°58′15″N 15°52′02″Ö / 57.97080°N 15.86721°Ö
- Gäddgöl (Hycklinge socken, Östergötland), sjö i Kinda kommun och Östergötland 57°55′23″N 15°59′18″Ö / 57.92292°N 15.98829°Ö
- Gällsjögöl, sjö i Linköpings kommun och Östergötland 58°36′30″N 15°37′25″Ö / 58.60839°N 15.62351°Ö
- Gölfallegöl, sjö i Finspångs kommun och Östergötland 58°43′32″N 15°43′41″Ö / 58.72565°N 15.72819°Ö
- Herngöl, sjö i Kinda kommun och Östergötland 57°57′38″N 15°55′53″Ö / 57.96060°N 15.93138°Ö
- Herrgöl, sjö i Kinda kommun och Östergötland 58°02′47″N 15°54′23″Ö / 58.04646°N 15.90645°Ö
- Hesjögöl, sjö i Norrköpings kommun och Östergötland 58°40′17″N 16°04′45″Ö / 58.67152°N 16.07921°Ö
- Holmgöl, sjö i Kinda kommun och Östergötland 58°01′59″N 15°59′45″Ö / 58.03316°N 15.99579°Ö
- Hults tvättgöl, sjö i Boxholms kommun och Östergötland 58°04′04″N 15°07′29″Ö / 58.06766°N 15.12459°Ö
- Hästgöl, sjö i Åtvidabergs kommun och Östergötland 58°16′43″N 16°16′08″Ö / 58.27874°N 16.26878°Ö
- Högmosgöl, sjö i Kinda kommun och Östergötland 58°04′34″N 15°51′43″Ö / 58.07603°N 15.86197°Ö
- Karlsgöl, sjö i Boxholms kommun och Östergötland 58°03′56″N 15°06′54″Ö / 58.06554°N 15.11497°Ö
- Koppargöl, sjö i Linköpings kommun och Östergötland 58°32′53″N 15°40′50″Ö / 58.54795°N 15.68050°Ö
- Korpebogöl, sjö i Kinda kommun och Östergötland 57°50′39″N 15°59′45″Ö / 57.84425°N 15.99581°Ö
- Kusegöl, sjö i Ydre kommun och Östergötland 57°42′28″N 15°22′12″Ö / 57.70770°N 15.36991°Ö
- Lilla Mossgöl, sjö i Söderköpings kommun och Östergötland 58°21′04″N 16°17′04″Ö / 58.35113°N 16.28458°Ö
- Lilla Mörtgöl, sjö i Åtvidabergs kommun och Östergötland 58°13′14″N 16°12′10″Ö / 58.22051°N 16.20285°Ö
- Lindhultegöl, sjö i Kinda kommun och Östergötland 57°53′40″N 15°56′18″Ö / 57.89443°N 15.93824°Ö
- Liselgöl, sjö i Valdemarsviks kommun och Östergötland 58°14′13″N 16°35′59″Ö / 58.23698°N 16.59969°Ö
- Ljusgöl (Horns socken, Östergötland), sjö i Kinda kommun och Östergötland 57°49′11″N 15°57′31″Ö / 57.81979°N 15.95866°Ö
- Ljusgöl (Västra Eneby socken, Östergötland), sjö i Kinda kommun och Östergötland 58°04′06″N 15°33′51″Ö / 58.06827°N 15.56409°Ö
- Ljusgöl (Yxnerums socken, Östergötland), sjö i Åtvidabergs kommun och Östergötland 58°15′04″N 16°16′17″Ö / 58.25107°N 16.27131°Ö
- Lomgöl (Horns socken, Östergötland), sjö i Kinda kommun och Östergötland 57°54′45″N 15°45′19″Ö / 57.91253°N 15.75527°Ö
- Lomgöl (Oppeby socken, Östergötland), sjö i Kinda kommun och Östergötland 58°04′02″N 15°51′56″Ö / 58.06732°N 15.86568°Ö
- Lomgöl (Västra Eneby socken, Östergötland), sjö i Kinda kommun och Östergötland 58°02′07″N 15°37′57″Ö / 58.03534°N 15.63253°Ö
- Lomgöl (Åtvids socken, Östergötland), sjö i Åtvidabergs kommun och Östergötland 58°05′04″N 16°01′02″Ö / 58.08457°N 16.01725°Ö
- Luddgöl, sjö i Valdemarsviks kommun och Östergötland 58°20′41″N 16°19′56″Ö / 58.34484°N 16.33231°Ö
- Långmossegöl, sjö i Valdemarsviks kommun och Östergötland 58°14′30″N 16°36′04″Ö / 58.24164°N 16.60116°Ö
- Mellsta göl, sjö i Kinda kommun och Östergötland 57°51′56″N 15°57′46″Ö / 57.86567°N 15.96290°Ö
- Mögöl (Björsäters socken, Östergötland), sjö i Åtvidabergs kommun och Östergötland 58°18′31″N 16°10′27″Ö / 58.30867°N 16.17415°Ö
- Mögöl (Kisa socken, Östergötland), sjö i Kinda kommun och Östergötland 57°57′24″N 15°34′02″Ö / 57.95658°N 15.56721°Ö
- Orrgöl, sjö i Åtvidabergs kommun och Östergötland 58°17′14″N 16°06′50″Ö / 58.28710°N 16.11392°Ö
- Ramsgöl, sjö i Valdemarsviks kommun och Östergötland 58°19′05″N 16°15′42″Ö / 58.31809°N 16.26178°Ö
- Rösjögöl, sjö i Motala kommun och Östergötland 58°40′19″N 15°09′32″Ö / 58.67189°N 15.15886°Ö
- Skarparpegöl, sjö i Ydre kommun och Östergötland 57°45′59″N 15°19′22″Ö / 57.76625°N 15.32283°Ö
- Skinnarbo Sarvgöl, sjö i Norrköpings kommun och Östergötland 58°44′38″N 16°20′30″Ö / 58.74395°N 16.34178°Ö
- Skrovsjögöl, sjö i Norrköpings kommun och Östergötland 58°47′39″N 16°07′59″Ö / 58.79403°N 16.13292°Ö
- Skybyggegöl, sjö i Norrköpings kommun och Östergötland 58°45′46″N 16°08′09″Ö / 58.76278°N 16.13574°Ö
- Skytterumegöl, sjö i Valdemarsviks kommun och Östergötland 58°22′20″N 16°16′42″Ö / 58.37216°N 16.27820°Ö
- Smörgöl, sjö i Kinda kommun och Östergötland 57°58′13″N 15°54′48″Ö / 57.97014°N 15.91334°Ö
- Spjutgöl, sjö i Kinda kommun och Östergötland 57°54′23″N 16°01′48″Ö / 57.90633°N 16.02987°Ö
- Stensgöl, sjö i Ydre kommun och Östergötland 57°46′39″N 15°30′42″Ö / 57.77761°N 15.51159°Ö
- Stora Mossgöl, sjö i Söderköpings kommun och Östergötland 58°21′12″N 16°17′22″Ö / 58.35336°N 16.28957°Ö
- Storagöl, sjö i Ydre kommun och Östergötland 57°43′49″N 15°09′20″Ö / 57.73031°N 15.15545°Ö
- Storgöl (Horns socken, Östergötland), sjö i Kinda kommun och Östergötland 57°55′49″N 15°47′28″Ö / 57.93023°N 15.79119°Ö
- Storgöl (Hycklinge socken, Östergötland), sjö i Kinda kommun och Östergötland 57°57′43″N 16°00′29″Ö / 57.96194°N 16.00808°Ö
- Storgöl (Hägerstads socken, Östergötland), sjö i Kinda kommun och Östergötland 58°03′49″N 15°43′16″Ö / 58.06362°N 15.72100°Ö
- Storgöl (Yxnerums socken, Östergötland), sjö i Åtvidabergs kommun och Östergötland 58°16′59″N 16°07′36″Ö / 58.28294°N 16.12667°Ö
- Strussjö göl, sjö i Finspångs kommun och Östergötland 58°37′42″N 15°36′58″Ö / 58.62831°N 15.61600°Ö
- Stubbetorpe Sarvgöl, sjö i Norrköpings kommun och Östergötland 58°43′44″N 16°19′44″Ö / 58.72884°N 16.32877°Ö
- Stubbgöl, sjö i Kinda kommun och Östergötland 57°59′52″N 15°53′55″Ö / 57.99789°N 15.89854°Ö
- Sundegöl, sjö i Norrköpings kommun och Östergötland 58°47′48″N 16°06′44″Ö / 58.79677°N 16.11219°Ö
- Svartgöl (Hycklinge socken, Östergötland), sjö i Kinda kommun och Östergötland 57°52′52″N 16°02′06″Ö / 57.88100°N 16.03494°Ö
- Svartgöl (Yxnerums socken, Östergötland, 645855-152808), sjö i Åtvidabergs kommun och Östergötland 58°14′59″N 16°17′00″Ö / 58.24959°N 16.28338°Ö
- Svartgöl (Yxnerums socken, Östergötland, 646122-152767), sjö i Åtvidabergs kommun och Östergötland 58°16′25″N 16°16′36″Ö / 58.27359°N 16.27672°Ö
- Svingöl, sjö i Åtvidabergs kommun och Östergötland 58°15′00″N 16°16′02″Ö / 58.25010°N 16.26721°Ö
- Sörgöl (Norra Vi socken, Östergötland), sjö i Ydre kommun och Östergötland 57°49′06″N 15°30′28″Ö / 57.81845°N 15.50772°Ö
- Sörgöl (Yxnerums socken, Östergötland), sjö i Åtvidabergs kommun och Östergötland 58°16′56″N 16°14′42″Ö / 58.28214°N 16.24496°Ö
- Tromshultegöl, sjö i Kinda kommun och Östergötland 57°49′44″N 15°49′30″Ö / 57.82877°N 15.82506°Ö
- Trätgöl, sjö i Kinda kommun och Östergötland 58°07′08″N 15°54′43″Ö / 58.11891°N 15.91192°Ö
- Vallagöl, sjö i Kinda kommun och Östergötland 57°55′52″N 15°58′23″Ö / 57.93111°N 15.97314°Ö
- Ämtenäsegöl, sjö i Åtvidabergs kommun och Östergötland 58°08′03″N 16°00′15″Ö / 58.13415°N 16.00430°Ö
- Äntorpegöl, sjö i Åtvidabergs kommun och Östergötland 58°10′14″N 15°55′29″Ö / 58.17061°N 15.92481°Ö
- Ödlegöl (Västra Ryds socken, Östergötland), sjö i Ydre kommun och Östergötland 57°43′17″N 15°09′09″Ö / 57.72140°N 15.15259°Ö
- Övrabogöl, sjö i Boxholms kommun och Östergötland 58°03′26″N 15°14′38″Ö / 58.05711°N 15.24387°Ö
- Övre Färgagöl, sjö i Kinda kommun och Östergötland 57°57′52″N 16°02′37″Ö / 57.96439°N 16.04358°Ö

## Närke
- Björsjögöl, sjö i Askersunds kommun och Närke 58°55′32″N 15°10′11″Ö / 58.92547°N 15.16974°Ö
- Hällströms göl, sjö i Hallsbergs kommun och Närke 58°57′36″N 15°25′02″Ö / 58.96011°N 15.41728°Ö
- Stora Törnlundsgöl, sjö i Askersunds kommun och Närke 58°45′44″N 15°01′42″Ö / 58.76220°N 15.02844°Ö

## Västmanland
- Stora Bullgöl, sjö i Norbergs kommun och Västmanland 60°10′36″N 15°48′01″Ö / 60.17671°N 15.80026°Ö